# Carducci-Molinette
Carducci-Molinette è una stazione della metropolitana di Torino.
Fu inaugurata il 6 marzo 2011 in concomitanza con il terzo prolungamento della linea 1 da Porta Nuova a Lingotto.

## Servizi
- Biglietteria automatica
- Accessibilità per portatori di handicap
- Ascensori
- Scale mobili
- Stazione video sorvegliata